# I Forgive You
I Forgive You è il secondo album in studio di debutto della cantante britannica Cynthia Erivo, pubblicato il 6 giugno 2025 con etichetta Verve Records.

## Tracce
1. Why (Interlude) – 0:41
2. Best fo Me – 3:27
3. More Than Twice – 4:33
4. You First – 4:29
5. Save Me From You – 4:35
6. Worst of Me – 3:27
7. I Want You (Interlude) – 1:08
8. She Said – 2:43
9. What You Want – 3:50
10. Play the Woman – 3:13
11. Push and Pull – 3:20
12. Until You Saw Me (Interlude) – 0:43
13. Holy Refrain – 3:56
14. I Choose Love – 3:27
15. Be Okay – 2:16
16. How Could I Fall – 3:01
17. I Forgive You (Interlude) – 1:39
18. Replay – 3:40
19. Brick by Brick – 5:17
20. Grace – 4:16